# Clathria cactiformis
Clathria cactiformis är en svampdjursart som först beskrevs av Jean-Baptiste Lamarck 1814.  Clathria cactiformis ingår i släktet Clathria och familjen Microcionidae. Inga underarter finns listade i Catalogue of Life.